# Світлівське сільське поселення (Котельницький район)
Світлі́вське сільське поселення (рос. Светловское сельское поселение) — адміністративна одиниця у складі Котельницького району Кіровської області Росії. Адміністративний центр поселення — селище Світлий.

## Історія
Станом на 2002 рік на території сучасного поселення існували такі адміністративні одиниці:
- Світлівський сільський округ (селище Світлий, присілок Піхтова)

Поселення було утворене згідно із законом Кіровської області від 7 грудня 2004 року № 284-ЗО у рамках муніципальної реформи шляхом перетворення Світлівського сільського округу.

## Населення
Населення поселення становить 918 осіб (2017; 965 у 2016, 1009 у 2015, 1037 у 2014, 1069 у 2013, 1102 у 2012, 1151 у 2010, 1452 у 2002).

## Склад
До складу поселення входять 2 населених пункти:
| Населений пункт   | Населення, осіб (2002) | Населення, осіб (2010) |
| ----------------- | ---------------------- | ---------------------- |
| Піхтова, присілок | 21                     | 22                     |
| Світлий, селище   | 1431                   | 1129                   |